# Skolen på Grundtvigsvej
Skolen på Grundtvigsvej er en folkeskole på Grundtvigsvej i Frederiksberg Kommune. Skolen blev etableret i 2011 som Frederiksberg Ny Skole med Dorthe Junge som første skoleleder. 

## Opbygning
Skolen på Grundtvigsvej er en projekt baseret skole.
Skolen er bygget op af 4 grene (kaldet "Galakser"): Mælkevejen, Seyfert, Andromeda, og Virgo. Eleverne bliver delt op i de fire galakser, som bestemmer hvem de går i "parallelklasse" med indtil 5. klasse.
Hver Galakse delt op efter alder. 0-2. klasse er "grønne", 3-5. klasse er "blå", 6-7. klasse er "gul", og 8-9. klasse er "rød". Man er altså blandet på kryds og tværs af alder, og kan gå i klasse med nogen som er op til 3 år ældre eller yngre end én selv.
I hver Galakse er der 3-4 "hjemmegrupper" (svarende til A, B og C i traditionelle folkeskoler). Dette er skolens "Klasser". Dette system ændres dog fra 5. klasse til et mere traditionelt system, hvor man kun arbejder med jævnaldrene.
5 gange om året (hver 8. uge ca.) dannes der nye projekthold hvor der blandes på tværs af hjemmegrupper.
Fra gul til rød (6-9) er man ikke blandet på årgange men er i sin egen der yderligere er opdelt i 3-4 hjemmegrupper og hold.

## Frederiksberg ny Skole
Ved etableringen i januar 2011 lå skolens på Lollandsvej 40.
Den 31. juli 2016 skiftede skolen navn til Skolen på Grundtvigsvej og flyttede til Grundtvigsvej 11.